# Jérôme Le Banner
Jérôme Le Banner (Le Havre, 26 dicembre 1972) è un kickboxer e lottatore di arti marziali miste francese.
Jérôme Le Banner, noto come "Iper Cyborg" o "Il Bulldog di Normandia", è un kickboxer professionista francese noto per il suo passato nell'organizzazione giapponese K-1, famoso per il suo stile di combattimento aggressivo e feroce.
Attualmente è sotto contratto con la promozione singaporiana di kickboxing Glory; per i ranking ufficiali è il contendente numero 11 tra i pesi massimi.

## Biografia e carriera
Jerome nasce a Le Havre in Francia. Comincia a praticare judo all'età di 5 anni. 
A 16 anni rimane talmente colpito dai film di Bruce Lee che inizia a praticare karate e, contemporaneamente, si impegna ad apprendere le tecniche di Jeet Kune Do che vide nei film del suo eroe.
Raggiunta l'età di 16 anni comincia ad allenarsi nella specialità di kick boxing, qualche mese dopo inizia a disputare i suoi primi combattimenti amatoriali vincendoli tutti per k.o tecnico.
All'età di 18, debutta nel suo primo incontro ufficiale di Full Contact Kickboxing. In 20 mesi da professionista riuscì a vincere la cintura europea contro Stéphane Reveillon, e la cintura Intercontinentale in Sud Africa contro Mike Bernardo.
Il 3 marzo del 1995 Jerome LeBanner esordisce nel K-1, vincendo per decisione tecnico alla 5 ripresa contro Nokveed Devy.
Il 7 dicembre 2002 al K-1 World Grand Prix 2002, dopo avere sconfitto Musashi nei quarti di finale e Mark Hunt nella semifinale, affronta in finale l'allora 3 volte campione del mondo: l'olandese Ernesto Hoost. Hoost vince e nel terzo round colpisce con violenza il braccio di Le Banner con ripetuti calci, infortunandolo. Nonostante l'infortunio abbia rischiato di finire la carriera del lottatore francese, 6 mesi più tardi Le Banner riuscì a tornare per il K-1 Paris 2003, dove riuscì a battere il bielorusso Vitaly Akhramenko con una serie di pugni.
Il 2 dicembre 2006, dopo la sconfitta subita contro Semmy Schilt nella finale del K-1 World Grand Prix 2006, Le Banner annuncia un ritiro provvisorio. Il 4 marzo del 2007, dopo un combattimento al K-1 World GP 2007 a Yokohama contro il giovane Junichi Sawayashiki, è costretto ad operarsi al ginocchio con rientro previsto non prima del 2008. Le Banner perde inoltre quell'incontro per decisione unanime dopo aver subito 2 atterramenti. Incredibilmente però riesce a rientrare nel ring esattamente il 29 settembre 2007 per le Final 16 del K-1 World GP 2007 a Seoul. Il suo avversario avrebbe dovuto essere il russo Ruslan Karaev che deve però rinunciare a due giorni dall'incontro e viene rimpiazziato dall'ex praticante di Taekwondo, Park Yong-soo. In soli 54 secondi Le Banner abbatte Park e si spiana la strada per le Finali del K-1 World GP 2007, in programmazione l'8 dicembre 2007 alla Yokohama Arena, in Giappone. Qui Geronimo incontra subito nei quarti un avversario ostico, il colosso coreano Choi Hong-man. Il francese riesce ad avere la meglio solo ai punti. Purtroppo per lui il suo avversario nella semifinale è il bi-campione in carica, l'olandese Semmy Schilt, che spegne i sogni di gloria di Le Banner nel secondo round, sconfiggendolo per TKO.
Vanta anche una comparsa nel film del 2008 Babylon A.D., per la regia di Mathieu Kassovitz.

## Altre informazioni
```
Record professionale
KICKBOXING
Incontri Totali 91 
Vittorie 74 
Per K.O. 59 
Sconfitte 15 
Per K.O. 9
Pareggio 1
No Contest 1
```

MISURE
height:191 cm/6.3 ft
weight:120 kg/264.5 lb
```
Titoli Vinti
2002 K-1 World Grand Prix Finalist 
2001 K-1 World Grand Prix in Osaka Champion 
2000 K-1 World Grand Prix in Nagoya Champion 
1999 K-1 World Grand Prix 3rd Place 
1996 I.S.K.A. World Super Heavyweight Thaiboxing Champion 
1995 K-1 World Grand Prix Finalist 
W.K.N. World Muay Thai Super Heavyweight Champion 
French & European Kickboxing Champion
```